# Golden Globe per il miglior attore non protagonista in una serie
Il Golden Globe per il miglior attore non protagonista in una serie viene assegnato al miglior attore non protagonista di una serie televisiva o film per la televisione dalla HFPA (Hollywood Foreign Press Association). È stato assegnato per la prima volta nel 1971.

## Vincitori e candidati
L'elenco mostra il vincitore di ogni anno, seguito dagli attori che hanno ricevuto una candidatura. Per ogni attore viene indicata la serie televisiva che gli ha valso la nomination (titolo italiano e titolo originale tra parentesi).

### 1970
- 1971
  - James Brolin - Marcus Welby (Marcus Welby, M.D.)
  - Tige Andrews - Mod Squad, i ragazzi di Greer (The Mod Squad)
  - Michael Constantine - Room 222
  - Henry Gibson - Rowan e Martin (Rowan & Martin's Laugh-In)
  - Zalman King - Giovani avvocati (The Young Lawyers)
- 1972
  - Edward Asner - Mary Tyler Moore (The Mary Tyler Moore Show)
  - James Brolin - Marcus Welby (Marcus Welby, M.D.)
  - Harvey Korman - The Carol Burnett Show
  - Rob Reiner - Arcibaldo (All in the Family)
  - Milburn Stone - Gunsmoke
- 1973
  - James Brolin - Marcus Welby (Marcus Welby, M.D.)
  - Edward Asner - Mary Tyler Moore (The Mary Tyler Moore Show)
  - Ted Knight - Mary Tyler Moore (The Mary Tyler Moore Show)
  - Harvey Korman - The Carol Burnett Show
  - Rob Reiner - Arcibaldo (All in the Family)
- 1974
  - McLean Stevenson - M*A*S*H
  - Edward Asner - Mary Tyler Moore (The Mary Tyler Moore Show)
  - Will Geer - Una famiglia americana (The Waltons)
  - Harvey Korman - The Carol Burnett Show
  - Strother Martin - Hawkins
  - Rob Reiner - Arcibaldo (All in the Family)
- 1975
  - Harvey Korman - The Carol Burnett Show
  - Will Geer - Una famiglia americana (The Waltons)
  - Gavin MacLeod - Mary Tyler Moore (The Mary Tyler Moore Show)
  - Whitman Mayo - Sanford and Son
  - Jimmie Walker - Good Times
- 1976
  - Edward Asner - Mary Tyler Moore (The Mary Tyler Moore Show)
  - Tim Conway - The Carol Burnett Show
  - Ted Knight - Mary Tyler Moore (The Mary Tyler Moore Show)
  - Rob Reiner - Arcibaldo (All in the Family)
  - Jimmie Walker - Good Times
- 1977
  - Edward Asner - Il ricco e il povero (Rich Man, Poor Man)
  - Tim Conway - The Carol Burnett Show
  - Charles Durning - Capitani e re (Captains and the Kings)
  - Gavin MacLeod - Mary Tyler Moore (The Mary Tyler Moore Show)
  - Rob Reiner - Arcibaldo (All in the Family)
- 1979
  - Norman Fell - Tre cuori in affitto (Three's Company)
  - Jeff Conaway - Taxi
  - Danny DeVito - Taxi
  - Pat Harrington Jr. - Giorno per giorno (One Day at a Time)
  - Andy Kaufman - Taxi

### 1980
- 1980
  - Danny DeVito - Taxi
  - Vic Tayback - Alice
  - Jeff Conaway - Taxi
  - Tony Danza - Taxi
  - David Doyle - Charlie's Angels
- 1981
  - Pat Harrington Jr. - Giorno per giorno (One Day at a Time)
  - Vic Tayback - Alice
  - Danny DeVito - Taxi
  - Andy Kaufman - Taxi
  - Geoffrey Lewis - Flo
- 1982
  - John Hillerman - Magnum, P.I.
  - Danny DeVito - Taxi
  - Pat Harrington Jr. - Giorno per giorno (One Day at a Time)
  - Vic Tayback - Alice
  - Hervé Villechaize - Fantasilandia (Fantasy Island)
- 1983
  - Lionel Stander - Cuore e batticuore (Hart to Hart)
  - Pat Harrington Jr. - Giorno per giorno (One Day at a Time)
  - John Hillerman - Magnum, P.I.
  - Lorenzo Lamas - Falcon Crest
  - Anson Williams - Happy Days
- 1984
  - Richard Kiley - Uccelli di rovo (The Thorn Birds)
  - Bryan Brown - Uccelli di rovo (The Thorn Birds)
  - John Houseman - Venti di guerra (The Winds of War)
  - Perry King - The Hasty Heart
  - Rob Lowe - Thursday's Child
  - Jan-Michael Vincent - Venti di guerra (The Winds of War)
- 1985
  - Paul Le Mat - Quando una donna (The Burning Bed)
  - Pierce Brosnan - Nancy Astor
  - John Hillerman - Magnum, P.I.
  - Bruce Weitz - Hill Street giorno e notte (Hill Street Blues)
  - Ben Vereen - Ellis Island - L'isola della speranza (Ellis Island)
- 1986
  - Edward James Olmos - Miami Vice
  - Ed Begley Jr. - A cuore aperto (St. Elsewhere)
  - David Carradine - Nord e Sud (North and South)
  - Richard Farnsworth - Chase - Caccia mortale (Chase)
  - John James - Dynasty
  - John Malkovich - Morte di un commesso viaggiatore (Death of a Salesman)
  - Pat Morita - Amos (Amos)
  - Bruce Weitz - Hill Street giorno e notte (Hill Street Blues)
- 1987
  - Jan Niklas - Anastasia - L'ultima dei Romanov (Anastasia: The Mystery of Anna)
  - Tom Conti - Nazi Hunter: The Beate Klarsfeld Story
  - John Hillerman - Magnum, P.I.
  - Trevor Howard - La colomba di Natale (Christmas Eve)
  - Ron Leibman - La colomba di Natale (Christmas Eve)
- 1988
  - Rutger Hauer - Fuga da Sobibor (Escape from Sobibor)
  - Kirk Cameron - Genitori in blue jeans (Growing Pains)
  - Dabney Coleman - Costretto al silenzio (Sworn to Silence)
  - John Hillerman - Magnum, P.I.
  - John Larroquette - Giudice di notte (Night Court)
  - Brian McNamara - Vip omicidi club (Billionaire Boys Club)
  - Alan Rachins - Avvocati a Los Angeles (L.A. Law)
  - Gordon Thomson - Dynasty
- 1989
  - Barry Bostwick - Ricordi di guerra (War and Remembrance)
  - John Gielgud - Ricordi di guerra (War and Remembrance)
  - Armand Assante - La vera storia di Jack lo squartatore  (Jack the Ripper)
  - Kirk Cameron - Genitori in blue jeans (Growing Pains)
  - Larry Drake - Avvocati a Los Angeles (L.A. Law)
  - Derek Jacobi - Il decimo uomo (The Tenth Man)
  - Edward James Olmos - Miami Vice

### 1990
- 1990
  - Dean Stockwell - In viaggio nel tempo (Quantum Leap)
  - Chris Burke - Una famiglia come tante (Life Goes On)
  - Larry Drake - Avvocati a Los Angeles (L.A. Law)
  - Tommy Lee Jones - Lonesome Dove
  - Michael Tucker - Avvocati a Los Angeles (L.A. Law)
- 1991
  - Charles Durning - I Kennedy (The Kennedys of Massachusetts)
  - Barry Miller - È giustizia per tutti (Equal Justice)
  - Jimmy Smits - Avvocati a Los Angeles (L.A. Law)
  - Dean Stockwell - In viaggio nel tempo (Quantum Leap)
  - Blair Underwood - Avvocati a Los Angeles (L.A. Law)
- 1992
  - Louis Gossett Jr. - Venere Nera (The Josephine Baker Story)
  - Larry Drake - Avvocati a Los Angeles (L.A. Law)
  - Michael Jeter - Evening Shade
  - Richard Kiley - Separate But Equal
  - Dean Stockwell - In viaggio nel tempo (Quantum Leap)
- 1993
  - Maximilian Schell - Stalin
  - Earl Holliman - Delta
  - John Corbett - Un medico tra gli orsi (Northern Exposure)
  - Dean Stockwell - In viaggio nel tempo (Quantum Leap)
  - Jason Alexander - Seinfeld
  - Hume Cronyn - Broadway Bound
- 1994
  - Beau Bridges - The Positively True Adventures of the Alleged Texas Cheerleader-Murdering Mom
  - Jason Alexander - Seinfeld
  - Dennis Franz - New York Police Department (NYPD Blue)
  - John Mahoney - Frasier
  - Jonathan Pryce - I barbari alle porte (Barbarians at the Gate)
- 1995
  - Edward James Olmos - Il fuoco della resistenza - La vera storia di Chico Mendes (The Burning Season: The Chico Mendes Story)
  - Jason Alexander - Seinfeld
  - Fyvush Finkel - La Famiglia Brock (Picket Fences)
  - David Hyde Pierce - Frasier
  - John Malkovich - Cuore di tenebra (Heart of Darkness)
- 1996
  - Donald Sutherland - Cittadino X (Citizen X)
  - Sam Elliott - Buffalo Girls
  - David Hyde Pierce - Frasier
  - Tom Hulce - Felicità: singolare femminile (The Heidi Chronicles)
  - Henry Thomas - L'asilo maledetto (Indictment: The McMartin Trial)
- 1997
  - Ian McKellen - Rasputin - Il demone nero (Rasputin)
  - David Hyde Pierce - Frasier
  - David Paymer - Crime of the Century
  - Anthony Quinn - Gotti
  - Noah Wyle - E.R. - Medici in prima linea (ER)
- 1998
  - George C. Scott - La parola ai giurati (12 Angry Men)
  - Jason Alexander - Seinfeld
  - Michael Caine - Mandela e de Klerk (Mandela and de Klerk)
  - Eriq La Salle - E.R. - Medici in prima linea (ER)
  - David Hyde Pierce - Frasier
  - Noah Wyle - E.R. - Medici in prima linea (ER)
- 1999
  - Don Cheadle - Rat Pack - Da Hollywood a Washington (The Rat Pack)
  - Gregory Peck - Moby Dick (Moby Dick)
  - Joe Mantegna - Rat Pack - Da Hollywood a Washington (The Rat Pack)
  - David Spade - Just Shoot Me!
  - Noah Wyle - E.R. - Medici in prima linea (ER)

### 2000
- 2000
  - Peter Fonda - La passione di Ayn Rand (The Passion of Ayn Rand)
  - Klaus Maria Brandauer - Vi presento Dorothy Dandridge (Introducing Dorothy Dandridge)
  - Sean Hayes - Will & Grace
  - Chris Noth - Sex and the City
  - Peter O'Toole - Giovanna d'Arco (Joan of Arc)
  - David Spade - Just Shoot Me!
- 2001
  - Robert Downey Jr. - Ally McBeal
  - Sean Hayes - Will & Grace
  - David Hyde Pierce - Frasier
  - John Mahoney - Frasier
  - Christopher Plummer - American Tragedy
  - Bradley Whitford - West Wing - Tutti gli uomini del Presidente (The West Wing)
- 2002
  - Stanley Tucci - Conspiracy - Soluzione finale (Conspiracy)
  - John Corbett - Sex and the City
  - Sean Hayes - Will & Grace
  - Ron Livingston - Band of Brothers - Fratelli al fronte (Band of Brothers)
  - Bradley Whitford - West Wing - Tutti gli uomini del Presidente (The West Wing)
- 2003
  - Donald Sutherland - Path to War
  - Alec Baldwin - Path to War
  - Jim Broadbent - Guerra imminente (The Gathering Storm)
  - Bryan Cranston - Malcolm (Malcolm in the Middle)
  - Dennis Haysbert - 24
  - Sean Hayes - Will & Grace
  - Michael Imperioli - I Soprano (The Sopranos)
  - John Spencer - West Wing - Tutti gli uomini del Presidente (The West Wing)
  - Bradley Whitford - West Wing - Tutti gli uomini del Presidente (The West Wing)
- 2004
  - Jeffrey Wright - Angels in America
  - Sean Hayes - Will & Grace
  - Lee Pace - Soldier's Girl
  - Ben Shenkman - Angels in America
  - Patrick Wilson - Angels in America
- 2005
  - William Shatner - Boston Legal
  - Sean Hayes - Will & Grace
  - Michael Imperioli - I Soprano (The Sopranos)
  - Jeremy Piven - Entourage
  - Oliver Platt - Huff
- 2006
  - Paul Newman - Empire Falls - Le cascate del cuore (Empire Falls)
  - Naveen Andrews - Lost
  - Jeremy Piven - Entourage
  - Randy Quaid - Elvis
  - Donald Sutherland - Una donna alla Casa Bianca (Commander-In-Chief)
- 2007
  - Jeremy Irons - Elizabeth I
  - Thomas Haden Church - Broken Trail - Un viaggio pericoloso (Broken Trail)
  - Justin Kirk - Weeds
  - Masi Oka - Heroes
  - Jeremy Piven - Entourage
- 2008
  - Jeremy Piven - Entourage
  - Ted Danson - Damages
  - Kevin Dillon - Entourage
  - Andy Serkis - Longford
  - William Shatner - Boston Legal
  - Donald Sutherland - Dirty Sexy Money
- 2009
  - Tom Wilkinson - John Adams
  - Neil Patrick Harris - How I Met Your Mother
  - Denis Leary - Recount
  - Jeremy Piven - Entourage
  - Blair Underwood - In Treatment

### 2010
- 2010
  - John Lithgow - Dexter
  - Michael Emerson - Lost
  - Neil Patrick Harris - How I Met Your Mother
  - William Hurt - Damages
  - Jeremy Piven - Entourage
- 2011
  - Chris Colfer - Glee
  - Scott Caan - Hawaii Five-0
  - Eric Stonestreet - Modern Family
  - David Strathairn - Temple Grandin - Una donna straordinaria (Temple Grandin)
  - Chris Noth - The Good Wife
- 2012
  - Peter Dinklage - Il Trono di Spade (Game of Thrones)
  - Paul Giamatti - Too Big to Fail - Il crollo dei giganti (Too Big to Fail)
  - Guy Pearce - Mildred Pierce
  - Tim Robbins - Cinema Verite
  - Eric Stonestreet - Modern Family
- 2013
  - Ed Harris - Game Change
  - Max Greenfield - New Girl
  - Danny Huston - Magic City
  - Mandy Patinkin - Homeland - Caccia alla spia (Homeland)
  - Eric Stonestreet - Modern Family
- 2014
  - Jon Voight - Ray Donovan
  - Josh Charles - The Good Wife
  - Rob Lowe - Dietro i candelabri (Behind the Candelabra)
  - Aaron Paul - Breaking Bad
  - Corey Stoll - House of Cards
- 2015
  - Matt Bomer - The Normal Heart
  - Alan Cumming - The Good Wife
  - Colin Hanks - Fargo
  - Bill Murray - Olive Kitteridge
  - Jon Voight - Ray Donovan
- 2016
  - Christian Slater - Mr. Robot
  - Alan Cumming - The Good Wife
  - Damian Lewis - Wolf Hall
  - Ben Mendelsohn - Bloodline
  - Tobias Menzies - Outlander
- 2017
  - Hugh Laurie - The Night Manager
  - Sterling K. Brown - The People v. O. J. Simpson: American Crime Story
  - John Lithgow - The Crown
  - Christian Slater - Mr. Robot
  - John Travolta - The People v. O. J. Simpson: American Crime Story
- 2018
  - Alexander Skarsgård - Big Little Lies - Piccole grandi bugie (Big Little Lies)
  - David Harbour - Stranger Things
  - Alfred Molina - Feud
  - Christian Slater - Mr. Robot
  - David Thewlis - Fargo
- 2019
  - Ben Whishaw - A Very English Scandal
  - Alan Arkin - Il metodo Kominsky (The Kominsky Method)
  - Kieran Culkin - Succession
  - Édgar Ramírez - L'assassinio di Gianni Versace - American Crime Story (The Assassination of Gianni Versace - American Crime Story)
  - Henry Winkler - Barry

### 2020
- 2020
  - Stellan Skarsgård - Chernobyl
  - Alan Arkin - Il metodo Kominsky (The Kominsky Method)
  - Kieran Culkin - Succession
  - Andrew Scott - Fleabag
  - Henry Winkler - Barry
- 2021[1]
  - John Boyega - Small Axe
  - Brendan Gleeson - Sfida al presidente - The Comey Rule (The Comey Rule)
  - Dan Levy - Schitt's Creek
  - Jim Parsons - Hollywood
  - Donald Sutherland - The Undoing - Le verità non dette (The Undoing)
- 2022[2]
  - Oh Yeong-su - Squid Game
  - Billy Crudup - The Morning Show
  - Kieran Culkin - Succession
  - Mark Duplass - The Morning Show
  - Brett Goldstein - Ted Lasso
- 2023
  - Tyler James Williams - Abbott Elementary
  - John Lithgow - The Old Man
  - Jonathan Pryce - The Crown
  - John Turturro - Scissione (Severance)
  - Henry Winkler - Barry
- 2024
  - Matthew Macfadyen – Succession
  - Billy Crudup – The Morning Show
  - James Marsden – Jury Duty
  - Ebon Moss-Bachrach – The Bear
  - Alan Ruck – Succession
  - Alexander Skarsgård – Succession
- 2025
  - Tadanobu Asano – Shōgun
  - Javier Bardem – Monsters: The Lyle and Erik Menendez Story
  - Harrison Ford – Shrinking
  - Jack Lowden – Slow Horses
  - Diego Luna – La Máquina
  - Ebon Moss-Bachrach – The Bear